# Campeonato Profesional 1957
Il Campeonato Profesional 1957 fu la 10ª edizione della massima serie del campionato colombiano di calcio, e fu vinta dall'Independiente Medellín.

## Avvenimenti
La formula del torneo subisce una variazione: inizialmente, il girone unico iniziale, a 12 partecipanti (rispetto all'anno precedente manca il Libertad di Barranquilla), aveva la funzione di selezionare le prime 8 classificate, che avrebbero poi dovuto affrontarsi in un Octogonal, un girone che avrebbe determinato la squadra vincitrice. Questo non fu però possibile: le ultime 4 classificate nella fase iniziale (América, Atlético Bucaramanga, Atlético Nacional e Millonarios) minacciarono di abbandonare la DIMAYOR e affiliarsi alla Adefútbol; pertanto, in una riunione tenutasi a Ibagué, la DIMAYOR decise di riammettere i 4 club, e di modificare ulteriormente la modalità di svolgimento del torneo: furono organizzati 2 gruppi da 6 squadre, le cui prime classificate si affrontarono per determinare la finalista che avrebbe incontrato l'Independiente Medellín nella finale del campionato. La doppia finale si tenne il 19 e il 23 marzo, e vide la vittoria dell'Independiente (secondo titolo) contro il Cúcuta. Anche per il secondo posto si rese necessario uno spareggio, tra Cúcuta e Deportes Tolima: il campionato terminò pertanto il 13 aprile 1958.

## Partecipanti
- América de Cali
- Atlético Bucaramanga
- Atlético Nacional
- Boca Juniors de Cali
- Cúcuta Deportivo
- Deportes Quindío
- Deportes Tolima
- Deportivo Pereira
- Independiente Medellín
- Millonarios
- Santa Fe
- Unión Magdalena

## Primo turno
|  | Pos. | Squadra                | Pt | G  | V  | N | P  | GF | GS | DR  |
|  | ---- | ---------------------- | -- | -- | -- | - | -- | -- | -- | --- |
|  | 1.   | Independiente Medellín | 36 | 22 | 16 | 4 | 2  | 69 | 31 | +38 |
|  | 2.   | Boca Juniors de Cali   | 29 | 22 | 12 | 5 | 5  | 43 | 26 | +17 |
|  | 3.   | Deportes Quindío       | 24 | 22 | 10 | 4 | 8  | 34 | 30 | +4  |
|  | 4.   | Deportivo Pereira      | 24 | 22 | 9  | 6 | 7  | 42 | 51 | -9  |
|  | 5.   | Cúcuta Deportivo       | 22 | 22 | 7  | 8 | 7  | 37 | 38 | -1  |
|  | 6.   | Unión Magdalena        | 21 | 22 | 7  | 7 | 8  | 32 | 32 | 0   |
|  | 7.   | Santa Fe               | 21 | 22 | 7  | 7 | 8  | 52 | 52 | 0   |
|  | 8.   | Deportes Tolima        | 20 | 22 | 7  | 6 | 9  | 41 | 47 | -6  |
|  | 9.   | América de Cali        | 19 | 22 | 8  | 3 | 11 | 39 | 46 | -7  |
|  | 10.  | Atlético Nacional      | 17 | 22 | 6  | 5 | 11 | 31 | 41 | -10 |
|  | 11.  | Atlético Bucaramanga   | 16 | 22 | 6  | 4 | 12 | 28 | 37 | -9  |
|  | 12.  | Millonarios            | 15 | 22 | 4  | 7 | 11 | 25 | 42 | -17 |

Legenda:

      Qualificata alla finale del campionato
      Qualificata al girone a 8
Note:
Due punti a vittoria, uno a pareggio, zero a sconfitta.

## Octogonal
Solo le prime due giornate del girone Octogonal furono disputate, e neanche per intero: non tutte le squadre, infatti, riuscirono a giocare le gare in programma. Il girone fu interrotto (e i risultati non furono contati) per decisione della DIMAYOR, che reintegrò le 4 formazioni eliminate al primo turno, formando due gruppi da 6 squadre.

|  | Pos. | Squadra                | Pt | G | V | N | P | GF | GS | DR |
|  | ---- | ---------------------- | -- | - | - | - | - | -- | -- | -- |
|  | 1.   | Independiente Medellín | 6  | 3 | 3 | 0 | 0 | 13 | 4  | +9 |
|  | 2.   | Deportes Quindío       | 4  | 2 | 2 | 0 | 0 | 3  | 1  | +2 |
|  | 3.   | Unión Magdalena        | 3  | 2 | 1 | 1 | 0 | 4  | 2  | +2 |
|  | 4.   | Deportivo Pereira      | 2  | 3 | 1 | 0 | 2 | 6  | 6  | 0  |
|  | 5.   | Santa Fe               | 1  | 2 | 0 | 1 | 1 | 4  | 5  | -1 |
|  | 6.   | Deportes Tolima        | 0  | 1 | 0 | 0 | 1 | 0  | 1  | -1 |
|  | 7.   | Boca Juniors de Cali   | 0  | 1 | 0 | 0 | 1 | 0  | 2  | -2 |
|  | 8.   | Cúcuta Deportivo       | 0  | 2 | 0 | 0 | 2 | 2  | 11 | -9 |

## Secondo turno (hexagonales)

### Gruppo A
|  | Pos. | Squadra                | Pt | G  | V | N | P | GF | GS | DR  |
|  | ---- | ---------------------- | -- | -- | - | - | - | -- | -- | --- |
|  | 1.   | Independiente Medellín | 12 | 10 | 5 | 2 | 3 | 24 | 16 | +8  |
|  | 2.   | Deportivo Pereira      | 12 | 10 | 5 | 2 | 3 | 23 | 18 | +5  |
|  | 3.   | Deportes Tolima        | 12 | 10 | 4 | 4 | 2 | 22 | 19 | +3  |
|  | 4.   | Deportes Quindío       | 10 | 10 | 2 | 6 | 2 | 18 | 18 | 0   |
|  | 5.   | Atlético Nacional      | 9  | 10 | 3 | 3 | 4 | 17 | 16 | 1   |
|  | 6.   | Unión Magdalena        | 5  | 10 | 0 | 5 | 5 | 10 | 27 | -17 |

#### Spareggi per il 1º posto
|  | Pos. | Squadra                | Pt | G | V | N | P | GF | GS | DR |
|  | ---- | ---------------------- | -- | - | - | - | - | -- | -- | -- |
|  | 1.   | Deportes Tolima        | 4  | 2 | 2 | 0 | 0 | 6  | 2  | +4 |
|  | 2.   | Deportivo Pereira      | 3  | 2 | 1 | 1 | 0 | 4  | 3  | +1 |
|  | 3.   | Independiente Medellín | 2  | 2 | 1 | 0 | 1 | 3  | 4  | -1 |

### Gruppo B
|  | Pos. | Squadra              | Pt | G  | V | N | P | GF | GS | DR |
|  | ---- | -------------------- | -- | -- | - | - | - | -- | -- | -- |
|  | 1.   | Cúcuta Deportivo     | 14 | 10 | 6 | 2 | 2 | 19 | 14 | +5 |
|  | 2.   | Atlético Bucaramanga | 12 | 10 | 5 | 2 | 3 | 15 | 9  | +6 |
|  | 3.   | Santa Fe             | 10 | 10 | 4 | 2 | 4 | 14 | 12 | +2 |
|  | 4.   | Millonarios          | 10 | 10 | 4 | 2 | 4 | 13 | 15 | -2 |
|  | 5.   | Boca Juniors de Cali | 8  | 10 | 3 | 2 | 5 | 10 | 14 | -4 |
|  | 6.   | América de Cali      | 6  | 10 | 3 | 0 | 7 | 10 | 17 | -7 |

Legenda:

      Agli spareggi per il primo posto nel gruppo A
      Qualificata alla finale del secondo turno
Note:
Due punti a vittoria, uno a pareggio, zero a sconfitta.

### Finale del secondo turno

#### Andata
| Arbitro: | Sundheim |

|              |           |  |
| Zapirain 18’ | Marcatori |  |

#### Ritorno
| Arbitro: | Téllez |

|                                |           |             |
| Pérez 30’ Rodríguez 54’ (aut.) | Marcatori | 70’ Serrano |

#### Spareggio
| Arbitro: | Téllez |

|          |           |             |
| Coll 27’ | Marcatori | 67’ Galeano |

Cúcuta qualificato alla finale del campionato tramite sorteggio. In seguito a questa decisione fu programmato un successivo spareggio per determinare l'assegnazione del secondo posto.

## Finale del campionato

### Andata
| Arbitro: | Sundheim |

|                                     |           |                                             |
| Ramírez 36’ Galeano 67’ Cuéllar 83’ | Marcatori | 23’ Arredondo 40’, 51’ Larraz 77’ Contreras |

### Ritorno
| Arbitro: | Giménez Molina |

|                                          |           |  |
| Larraz 10’ Arredondo 40’, 62’ Grecco 81’ | Marcatori |  |

## Spareggio per il 2º posto

### Andata
| Arbitro: | Orrego |

|                              |           |                      |
| Ramírez 34’ Galeano 45’, 54’ | Marcatori | 75’ Jamardo 88’ Coll |

### Ritorno
| Arbitro: | Giménez Molina |

|                         |           |  |
| Jamardo 43’ Galavis 66’ | Marcatori |  |

Deportes Tolima secondo classificato.

## Statistiche

### Classifica marcatori
| Gol |  |  | Giocatore               | Squadra                |
| --- |  |  | ----------------------- | ---------------------- |
| 30  |  |  | José Grecco             | Independiente Medellín |
| 23  |  |  | Jaime Gutiérrez         | Atlético Nacional      |
| 23  |  |  | Walter Marcolini        | Deportes Quindío       |
| 23  |  |  | Roberto Rolando         | Boca Juniors de Cali   |
| 18  |  |  | Casimiro Ávalos         | Deportivo Pereira      |
| 18  |  |  | Francisco Solano Patiño | Deportivo Pereira      |
| 17  |  |  | José Montanini          | Atlético Bucaramanga   |
| 17  |  |  | Alberto Galeano         | Cúcuta Deportivo       |
| 16  |  |  | Alejandro Genes         | Deportivo Pereira      |
| 15  |  |  | Luis Miloc              | Cúcuta Deportivo       |